# Compresor digital
Un compresor es un programa informático empleado para reducir el tamaño de un fichero.
El objetivo de este tipo de compresores es buscar redundancias en el fichero original y eliminarlas, de forma que la pérdida de información no implique una pérdida de calidad, o al menos esta no sea demasiado apreciable.
La eficiencia de un compresor se evalúa tanto por la estimación objetiva de la calidad del fichero resultante (comparada con el original), como por medio de la "relación de compresión" (RC), que nos indica en qué proporción ha sido reducida la información. Por ejemplo, un RC de 10:1 indica que por cada 10 bits del fichero original solamente tenemos 1 bit en el fichero comprimido, es decir, el tamaño del fichero se habrá reducido en 10 veces.